# Station Essen-Überruhr
Station Essen-Überruhr (Duits: Bahnhof Essen-Überruhr) is een S-Bahnstation in het stadsdeel Überruhr van de Duitse stad Essen. Het station ligt aan de spoorlijnen Düsseldorf - Hagen en Essen-Überruhr - Bochum-Langendreer.

## Treinverbindingen
| Serie | Treinsoort            | Route | Bijzonderheden |
| ----- | --------------------- | --- | -------------- |
| S 9   | S-Bahn (DB Regio NRW) | Haltern am See – Marl Mitte – Bottrop Hbf – Essen Hbf – Essen-Überruhr – Essen-Kupferdreh – Velbert-Langenberg – Wuppertal-Vohwinkel – Wuppertal Hbf |                |